# Čyhyryn
Čyhyryn (in ucraino Чигирин?; in russo Чигирин?, Čigirin; in polacco Czehryń) è una città ucraina (8 509 abitanti) nel distretto di Čerkasy, nell'oblast di Čerkasy. Ospita l'amministrazione della comunità territoriale di Čyhyryn.
Fino al 18 luglio 2020 Čyhyryn è stato il centro amministrativo del Distretto di Čyhyryn, abolito come parte della riforma amministrativa dell'Ucraina, che ha ridotto a quattro il numero dei distretti dell'Oblast di Čerkasy. L'area del Distretto di Čyhyryn è stata fusa nel Distretto di Čerkasy

## Storia
L'area nel periodo compreso tra il 1320 e il 1793 (seppur a fasi alterne, contesa da Impero ottomano e Moscovia) fece parte della Confederazione polacco-lituana fin da prima dell'Unione di Lublino, essendo il Voivodato di Kiev, cui Čyhyryn faceva parte, possedimento polacco. Nel 1592 il Diritto di Magdeburgo fu concesso ai suoi abitanti da Sigismondo di Svezia.
Čyhyryn è menzionata per la prima volta come stazione fortificata utilizzata dai Cosacchi durante l'inverno. Nel 1638 Bohdan Chmel'nyc'kyj diventò suo starosta (leader regionale), e nel 1648 diventò residenza ufficiale dell'Etmano dei Cosacchi e capitale del sich degli Zaporoghi.
Nel 1660, la capitale fu spostata a Baturyn e, dopo che nel 1678 Čyhyryn fu rasa al suolo dai Turchi, la città perse gradatamente importanza. Rimase il centro del distretto di Čyhyryn fino al 1712 e dopo l'incorporazione nell'Impero russo (1793), diventò parte della regione di Kiev.
Il Monastero della Trinità, costruito nel 1627 vicino alla città, fu distrutto dopo la Rivoluzione d'ottobre dalle autorità sovietiche. Altri monumenti storici, come gli edifici facenti parte il centro cittadino o il palazzo di Chmel'nyc'kij, non sono parimenti sopravvissuti fino ai giorni nostri.
L'abitato sorge sulle rive del fiume Tjasmin ed è posta ad un'altitudine di 124 metri sopra il livello del mare.
L'economia è basata sulla produzione di cibo e di mobili.

## Amministrazione

### Gemellaggi
Čyhyryn è gemellata con:
- Sebastopoli (USA)

## Galleria d'immagini

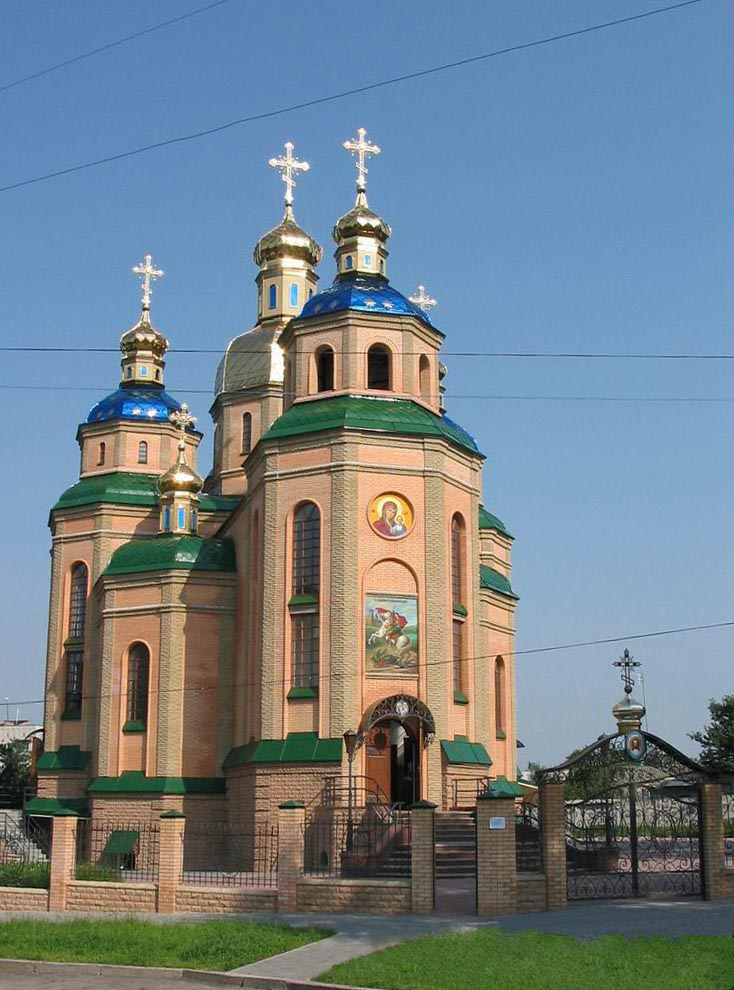
Nuova chiesa costruita nei pressi del centro cittadino
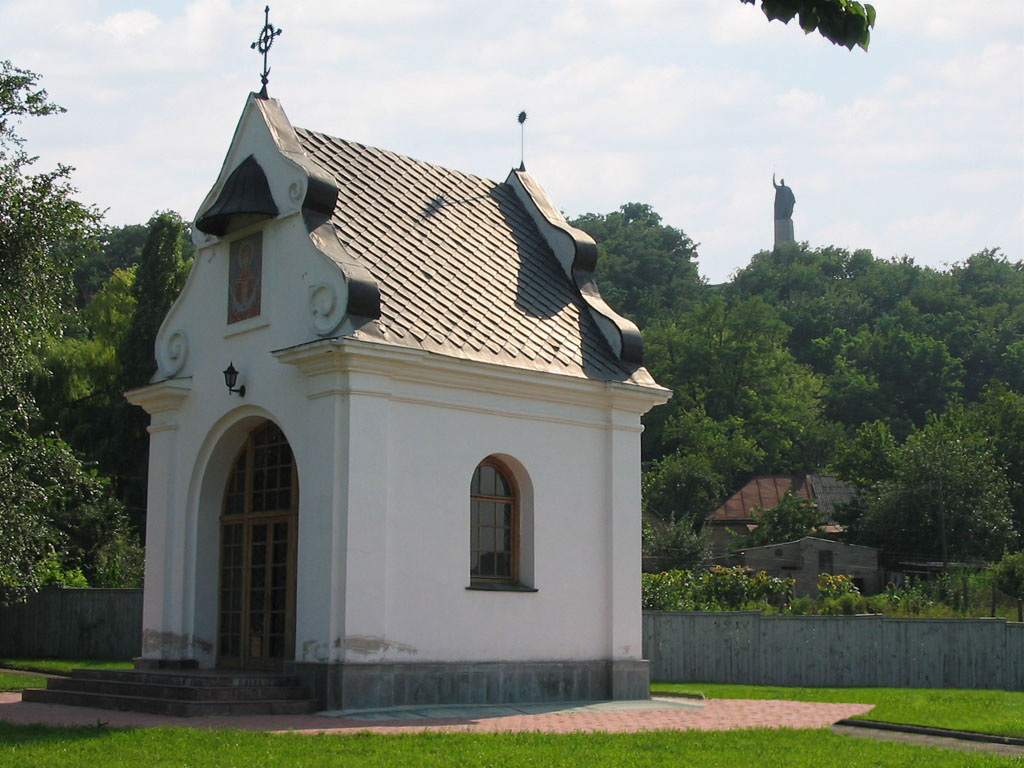
Chiesa nei pressi della collina del castello